# Dojč
Dojč (allemand : Toytsch , hongrois : Dojcs) est un village de Slovaquie situé dans la région de Trnava.

## Histoire
La première mention écrite du village date de 1392.

## Démographie

### Évolution de la population
| Année:               | 1994. | 2004.   | 2014.   | 2024.    |
| -------------------- | ----- | ------- | ------- | -------- |
| Nombre de personnes: | 1157  | 1241    | 1249    | 1380     |
| Différence:          |       | +7,26 % | +0,64 % | +10,48 % |

| Année:               | 2023. | 2024.   |
| -------------------- | ----- | ------- |
| Nombre de personnes: | 1363  | 1380    |
| Différence:          |       | +1,24 % |